# Bebenhausen
Bebenhausen es un pueblo (población 347 aprox), en el distrito de Tübingen, Baden-Wurtemberg, Alemania. Desde 1974 es un distrito de la ciudad de Tübingen, el más pequeño. Se encuentra a 3 km al norte de Tübingen (unos 5 km al noreste del centro de la ciudad), en la parte sureste del parque natural de Schönbuch, un bosque denso. Se encuentra en la Ruta 464 conectando con Böblingen y Tübingen. Fue fundada en 1183 por Pfalzgraf Rudolf von Tübingen. Bebenhausen es famoso por su monasterio Bebenhausen Abbey.
Se convirtió en municipio en 1823. El rey Guillermo II de Wurtemberg vivió allí hasta su muerte en 1921 junto con su esposa la duquesa Carlota de Schaumburg-Lippe hasta su muerte en 1947. Se convirtió en la sede de Wurtemberg-Hohenzollern desde 1947 y hasta 1952 cuando se creó Baden-Wurtemberg. En 1974, se convirtió en un distrito de Tübingen.

## Personajes famosos
- Johann Valentin Andreae (1586–1654), teólogo.
- Eberhard Bidembach der Jüngere (1561-1591), teólogo luterano.
- Karl Philipp Conz (1762–1827), poeta y escritor, estudiante de la escuela del monasterio protestante en Bebenhausen.
- Friedrich Schelling (1775–1854), filósofo, estudiante de la escuela del monasterio protestante en Bebenhausen.
- Carl Friedrich Kielmeyer (1765–1844), naturalista.
- Kurt Georg Kiesinger (1904–1988), político, pasó sus días de fiesta y fines de semana en Bebenhausen.
- Hedwig Pfizenmayer, pintor, vivió varios años en Bebenhausen.
- Friedrich Sieburg (1893–1964), novelista, vivió allí hasta 1946, el fin de la guerra.
- Christiane Nüsslein-Volhard (* 1942), ganador del Premio Nobel, vive allí.
- Luise Walther, pintor.
- Guillermo II de Wurtemberg (1848–1921), utilizó el pabellón de caza en el pueblo y vivió después de su abdicación en 1918 hasta su muerte aquí en 1921.
- August Heißmeyer (1897–1979), el antiguo SS-Obergruppenführer y general de las Waffen-SS, surgieron después del final de la Segunda Guerra Mundial bajo Bebenhausen, donde vivió hasta su muerte.
- Gertrud Scholtz-Klink (1902-1999) fue una maestra de escuela, reportera y prominente figura femenina del régimen nazi, nombrada por Hitler como líder de la Organización de Mujeres Nacionalsocialistas (NSF) y de la Liga de las mujeres de Alemania, calificada por la prensa inglesa como «la más perfecta mujer del ideario nazi».